# Macrotes commatica
Macrotes commatica är en fjärilsart som beskrevs av Louis Beethoven Prout 1916. Macrotes commatica ingår i släktet Macrotes och familjen mätare. Inga underarter finns listade i Catalogue of Life.